# Thành phòng thủ của Athens
Acropolis của Athens (tiếng Hy Lạp: Ακρόπολη Αθηνών; có nghĩa là "thành phòng thủ của Athens") là thành phòng thủ cổ nổi tiếng nhất trên thế giới nằm trên một mỏm đá phía trên thành phố. Đây cũng là nơi chứa phần còn lại của một số tòa nhà cổ có ý nghĩa về kiến trúc và lịch sử vĩ đại của thế giới cổ đại, nổi tiếng nhất là đền Parthenon. Trong tiếng Hy Lạp thì ἄκρον (akron, "điểm cao nhất, cực hạn") và πόλις (polis, "thành phố"). Mặc dù Acropolis là cái tên chung và nó được sử dụng cho nhiều thành phố Hy Lạp khác nhưng tầm quan trọng của Acropolis của Athens khiến nó thường được gọi là "Acropolis" mà không cần một tiêu chuẩn nào cả. Trong thời cổ đại, nó còn được biết đến nhiều hơn với cái tên Cecropia theo truyền thuyết huyền thoại về người rắn Cecrops, được cho là vị vua đầu tiên của Athens.
Mặc dù có bằng chứng cho thấy ngọn đồi là nơi có người ở từ thiên niên kỷ thứ 4 TCN nhưng Perikles (năm 495–429 BC) vào thế kỷ 5 TCN là người đã điều hành việc xây dựng lên các công trình quan trọng nhất như hiện tại gồm cổng Propylaea, và các đền thờ Parthenon, Erechtheion, Athena Nike. Parthenon và các tòa nhà khác đã bị hư hại nghiêm trọng trong cuộc bao vây năm 1687 của người Venezia trong Chiến tranh Morean, khi thuốc súng cất giữ trong đền Parthenon bị trúng đạn đại bác và phát nổ.

## Lịch sử
Acropolis nằm trên một khối đá bằng phẳng cao 150 m (490 ft) so với mực nước biển tại Athens với diện tích bề mặt là khoảng 3 hécta (7,4 mẫu Anh). Trong khi những hiện vật đầu tiên có niên đại từ thời Trung Cổ thì đã có những dấu tích nhà ở tại Attica từ thời đại đồ đá mới (thiên niên kỷ thứ 6 TCN).
Có một ít ngờ vực về một cung điện Megaron Mycenae đã nằm trên ngọn đồi trong thời đại đồ đồng muộn. Ngày nay không còn gì của Megaron còn tồn tại ngoại trừ nền của một cột đá vôi duy nhất và các mảnh của bậc đá sa thạch. Ngay sau khi cung điện được xây dựng, một bức tường vòng khổng lồ được xây dựng có chiều dài 760 mét, cao 10 mét, và dày từ 3,5-6 mét. Bức tường này đóng vai trò là phòng thủ chính cho đến thế kỷ thứ 5. Bức tường bao gồm hai lan can được xây dựng bằng những khối đá lớn và được tráng bằng một vữa đất gọi là emplekton (Greek: ἔμπλεκτον). Bức tường sử dụng các quy chuẩn Mycenaea điển hình theo đường viền tự nhiên của địa hình và cổng, hướng về phía nam, quanh co với lan can và tháp phòng thủ nhô ra, tạo điều kiện thuận lợi cho việc phòng thủ. Có hai cách lên ngọn đồi ít người biết hơn là lên từ phía bắc, nơi có địa hình dốc với những loạt bậc hẹp được cắt vào trong đá. Homer được cho là nói đến những công sự này khi ông đề cập đến Ngôi nhà kiên cố của Erechtheus (Odyssey 7.81). Vào một thời điểm vào trước thế kỷ 13 TCN, một trận động đất đã gây ra một vết nứt gần rìa phía đông bắc của Acropolis kéo dài 35 mét, trong đó có chứa một cái giếng được đào. Một chuỗi cầu thang phức tạp được xây dựng và giếng được dùng như một nguồn nước uống quý giá trong khoảng thời gian bị bao vây thời kỳ Mycenaea.

## Di tích
Lối vào Acropolis là một cửa ngõ hoành tráng được gọi là Propylaea. Ở phía nam của lối vào là Đền Athena Nike nhỏ bé. Trung tâm của khu vực là Đền Parthenon, còn được biết đến là đền thờ Athena Parthenos. Phía đông của lối vào, tức là phía bắc của đền Parthenon là đền Erechtheion. Phía nam của khối đá tạo thành nền của Acropolis là những phần còn lại của Nhà hát Dionysus. Cách đó vài trăm mét là một cấu trúc nhà hát được xây dựng lại một phần có tên là Herodes Atticus.
Tất cả các hiện vật có giá trị khai quật ở Acropolis được trưng bày tại Bảo tàng Acropolis nằm trên sườn phía nam của ngọn đồi, cách đền Parthenon 280 mét.
ơ đồ mặt bằng Acropolis của Athens hiện thị di tích khảo cổ chính
1. Đền Parthenon
2. Đền cổ của Athena
3. Erechtheum
4. Tượng Athena Promachos
5. Propylaea
6. Đền Athena Nike
7. Eleusinion
8. Thánh địa của Artemis Brauronia hoặc Brauroneion
9. Chalkotheke
10. Pandroseion
11. Arrephorion
12. Bàn thờ của Athena
13. Thánh địa của Zeus Polieus
14. Thánh địa của Pandion
15. Nhà hát cổ Herodes Atticus
16. Cổng vòm Eumenes
17. Thánh địa của Asclepius hoặc Asclepieion
18. Nhà hát Dionysus Eleuthereus
19. Nhà hát cổ Pericles
20. Temenos của Dionysus Eleuthereus
21. Aglaureion